# Raymond Pettibon
Raymond Ginn (Tucson, Arizona, EE. UU., 16 de junio de 1957), más conocido como Raymond Pettibon, es un artista estadounidense. Comenzó su andadura artística a finales de los años 70 dibujando portadas de discos, carteles de conciertos, flyers, etc. para grupos musicales de la escena punk rock de Los Ángeles como Black Flag o Minutemen. Considerado una figura de culto entre los devotos de la música underground por esos trabajos tempranos, Pettibon no dio el salto al arte oficial hasta mediados de los años 80 – primeros de los 90.
Su trabajo se centra principalmente en dibujos con tinta sobre papel, generalmente en blanco y negro, aunque también usa colores con pintura acrílica y gouache. Utiliza una imaginería basada en la cultura popular americana repleta de surfistas, jugadores de béisbol, retratos de figuras conocidas como Charles Manson, Kennedy, Marilyn Monroe, y la mezcla con el otro componente fundamental de su trabajo, el texto, donde el artista escribe sus propios pensamientos o coge prestadas frases sacadas de contexto de obras clásicas de la literatura o el cine.
Con el tiempo ha adquirido una reputación internacional como uno de los artistas americanos contemporáneos más vanguardistas y ha expuesto en España en diferentes ocasiones, como en el Museo de Arte Contemporáneo de Barcelona y el Centro de Arte Contemporáneo de Málaga, donde se realizó una retrospectiva de sus últimos 10 años de trabajo.

## Biografía
Raymond Ginn nació en Tucson, Arizona el 16 de junio de 1957, pero su familia pronto se trasladó a Los Ángeles. El cuarto de cinco hijos, Pettibon hizo la carrera de económicas en la Universidad de Los Ángeles, California. Tras graduarse en UCLA a los 19 años trabajó como maestro de matemáticas en un instituto, pero pronto lo dejó para forjar su carrera como artista profesional. Su apodo se lo puso su padre Regis Ginn, que acostumbraba a poner nombres sin sentido a la gente de su alrededor (al hermano de Raymond por ejemplo le llamaba Tiger) y en esta ocasión se fijó en el jugador de fútbol John Pettibon, cuyo apellido combina las palabras francesas pequeño (petit) y bueno (bon).
Empezó a dibujar regularmente a los 12 años de edad y esto pronto se convirtió en parte de su vida cotidinana. Pasada la veintena empezó a auto publicarse fanzines como Tripping Corpse, American Lynch law o Exterminating Angel, mientras muchos de sus dibujos eran utilizados por su hermano Greg, para ilustrar decenas de carteles, flyers y portadas de discos de su banda de hardcore punk Black Flag. A finales de los años 80 empezó a exponer en galerías y desde entonces su trabajo ha ido evolucionando y tocando diferentes disciplinas además del dibujo, como por ejemplo el video, la instalación, la pintura mural, etc.

## Contexto sociocultural
La juventud de Raymond Pettibon coincidió en el tiempo con el fin de la era hippy y el comienzo de un tiempo moderno que renegaba de los valores y dirigentes anteriores por los cuales se sentían traicionados. En 1969 cuando Raymond tenía 12 años el rock del amor de estilo Woodstock conoció al rock and roll estilo odio de Altamont en el tristemente conocido concierto de los Rolling Stones, donde los guardias de seguridad contratados por el grupo, los Hell´s Angels (Los Ángeles del Infierno) golpearon a un fan negro hasta la muerte cerca del escenario, mientras de alguna manera nadie era capaz de parar la música. Todavía antes de que esto ocurriera las anfetaminas y la heroína habían empezado a reemplazar a la apertura de mente de drogas como el LSD. Los tiempos estaban cambiando de nuevo, la utopía les había fallado, los hippies habían sido engañados por sus gurús, la guerra de Vietnam no había terminado, los blancos y los negros estaban más separados que nunca y el implacable autoritario Ronald Reagan, entonces gobernador de Golden State, se convertiría pronto en presidente de los Estados Des-Unidos de América. Charles Manson manda a sus sonrientes patrullas a matar a la actriz Sharon Tate (1943-1969) y sus desafortunados huéspedes. Patty Hearst es secuestrada por el Ejército Simbiótico de Liberación en 1974, se une a sus captores, cambia su nombre por el de Tanya, coge un arma y se pone a robar bancos. Elvis Presley (1935-1977) toca en Las Vegas por última vez, antes de morir en el sofá bajo la sospecha del consumo de estupefacientes. Bob Dylan reniega de su política al estilo Woody Guthrie y se convierte al cristianismo y como si eso fuera poco en 1977 empiezan a aparecer asesinos en serie como los Hillside Stranglers.
En este contexto Raymond acaba el instituto en 1974 y se va a la universidad de UCLA a estudiar económicas, donde tiene su primera aventura artística aportando algunas viñetas a la revista de la universidad, The Daily Bruin. En 1977, a los 19 años, se gradúa y siguiendo los pasos de su padre se dedica a enseñar matemáticas en los institutos de Los Ángeles mientras al mismo tiempo se labra una reputación en el underground haciendo portadas para Black Flag, Minutemen o Sonic Youth.
Un punzante rechazo y la impaciencia hacia la credibilidad se dejaba sentir en los trabajos de muchos de los artistas que emergieron en Los Ángeles a mediados de los años 70 como Mike Kelley, Ed Ruscha, John Baldessari, Paul McCarthy o Jim Shaw.
Podríamos decir que sus trabajos hablan de crecer en Los Ángeles. La música de grupos como NWA o Black Flag, ambos de Los Ángeles, hablan de lo mismo, un lugar donde había un par de tiroteos a la semana y la brutalidad policial una realidad cotidiana. La propia banda Black Flag y su sello SST sufrieron el acoso de la policía secreta, que les vigilaba y pinchaba el teléfono, aprovechando cualquier oportunidad para irrumpir en sus conciertos (y en los de casi todas las bandas de hard core de la época) y repartir leña.

## Sus inicios con la escena punk

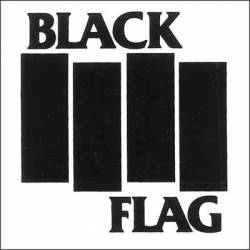
Logotipo de Black Flag hecho por Pettibon

Su hermano Greg Ginn fue el fundador del sello discográfico SST y la banda Black Flag de la cual era guitarrista. Siendo un adolescente, Greg estaba tan inspirado por el primer álbum de los Ramones que formó su propia banda punk, Panic. Aunque hay quien asegura que Pettibon tocaba el bajo en esa banda, él dice que no llegó a hacerlo, aunque sí reconoce que tocaba el bajo y se sabía algunas de las canciones de la banda. En su opinión “no hay nada que pueda apagar mi mente más que tocar el bajo en una banda punk. Especialmente en esa banda”, pero aun así es innegable su importancia en la creación de Black Flag.
Panic fue el germen de Black Flag, en enero de 1978 grabaron su primer sencillo “Nervous Breakdown” y se dieron cuenta de la existencia de otra banda punk llamada Panic en el Reino Unido. Pettibon propuso entonces cambiar el nombre haciendo referencia al símbolo de la anarquía, la bandera negra (black flag). Pettibon se encargó además de diseñar el icónico logo de los cuatro pistones para la banda; “Se trata de mi versión de la Bandera negra. Cuando tenía 14 años estaba muy influenciado por la política. La Bandera negra es la anarquía y representarla como unos pistones parece tener cierto poder visual, además de transmitir la forma de una bandera”.
El arte de Pettibon acompañó a Black Flag y más bandas de SST. Su incendiario arte dejó su marca en postres, flyers y portadas de discos. Greg y Raymond, ambos hermanos, discutieron sobre los derechos de aquel material gráfico. Según afirma en el libro “American hard-core. A tribal history” publicado en el año 2001, Raymond, que nunca recibió dinero por esos dibujos, lleva más de 10 años sin hablar con SST, “estoy borrado de su historia” y afirma no querer involucrarse en ello porque continúa algo de lo que no quiere ni quiso formar parte en su día. En cualquier caso, cabe destacar que Raymond sí dio permiso para que sus algunas de sus obras tempranas aparecieran reproducidas en la segunda edición del libro “Get in the van” en el año 2004. Este libro es un diario de gira escrito por Henry Rollins, cantante de Black Flag, donde narra sus pensamientos durante una de las giras más duras e interminables que se recuerdan y que ayudó a forjar la leyenda de la banda.
Aun así Pettibon no se considera a sí mismo como un ilustrador, dibujante o artista de pósteres. Ese material simplemente acabó estando en esos pósteres y portadas de discos porque conocía a personas en bandas que querían que esas imágenes estuvieran allí, nunca lo hizo por una comisión. En su opinión los grupos elegían siempre las imágenes más violentas y ofensivas y en aquella época le ponía bastante enfermo que escogieran siempre sus peores obras. “Si hubiera estado en mi mano habría hecho algo de “portadas de disco”, algo que tuviera sentido con la forma. Nada de aquello fue hecho como portadas de discos. Esas bandas querían trabajos asquerosos.” Entre las portadas que hizo destacan las de Black flag, Minutemen y la del disco “Goo” de la banda de New York Sonic Youth, aunque también hizo portadas para más bandas como Off! o Saccharine Trust. Generalmente esas portadas no estaban hechas basándose en la música, salvo en alguna contada ocasión en la que le propusieron directamente lo que querían, están hechas por amistad.
Además de Pettibon otros artistas significativos que ilustraron los discos de la era temprana del hardcore punk en Los Estados Unidos fueron Winston Smith (Dead Kennedys,...), Sean Taggart (Cro-mags, Agnostic Front,…), Pushead (más conocido por sus dibujos de calaveras hechos para Metallica y por ser columnista y editor musical de la revista Thrasher) y Vince Ransid.

## Evolución de su trabajo
Cuando empezó quería plasmar la iconografía figurativa, las personas y lugares que le rodeaban y hacerlo con sus propios medios. Esto le llevó a utilizar un estilo parecido al del cómic y la ilustración que le pareció adecuado y mantiene desde entonces. Sus dibujos suelen ser monocromos, de pequeño formato con aspecto de ilustraciones o tebeos que forman secuencias y que cuando expone parecen llenar la galería de forma precaria. Su trabajo se basa en hacer asociaciones y el resultado final parece un collage, un puzle.
Su arte vive en la calle, ambiente real, inestable y no institucionalizado de subcultura juvenil y bandas punk. Invita al visitante a mirar pero tal vez más a leer, busca que el espectador se pare a escucharle y su obra destaca justamente por eso, superar la visualidad de la imagen aislada y el valor puramente informativo del texto. Aunque en su juventud los cómics pudieron funcionar como una forma de aprender a dibujar, en su opinión su trabajo no tiene nada que ver con la ilustración, el arte comercial o la publicidad. 
A mediados de los años 80 empezó a utilizar más texto y a modular diferentes técnicas de reproducirlo consiguiendo así diferentes voces dentro de la misma imagen, ya sean de varios personajes o de unos solo y sus cavilaciones. En sus viñetas no cuenta historias o más bien historias completas, sino pedazos. El contenido textual de su trabajo fue haciéndose gradualmente cada vez más complicado. En el número 6 de su fanzine “Tripping Corpse” utilizó un truco habitual de los caricaturistas políticos que se basaba en incluir un segundo texto haciendo referencia al primero y principal. En este número también empezó a utilizar letras de tamaño mayor, hasta entonces sus textos parecían simples notas. 
Mientras Pettibon se iba soltando la mano con sus dibujos, sus textos fueron cogiendo mayor fluidez y nuevas inflexiones. La mayor parte de esos avances ocurrieron en su trabajo artístico fuera de los fanzines. A partir de mediados de los años 80 manaron de su estudio un montón de dibujos. Pettibon estaba dibujando para su propio placer, libre de límites y constricciones impuestos por su modesta publicación y sus escasos medios de reproducción trabajando en diferentes tipos de papel (encontrados, comprados en cantidades grandes,…) empezó a utilizar tintas coloreadas (azules, verdes, rojos y marrones) y nuevas herramientas, mezcla de rotuladores y pinceles. Mientras tanto sus temas fueron gradualmente expandiéndose más allá del mundo de las drogas, el sexo y el rock and roll. Pettibon no considera su arte como autobiográfico ni procedente de la emoción, si no un reflejo parcial de su realidad.

### Imaginería
En sus dibujos abundan los surfistas y los jugadores de béisbol, “costumbrismo de la Costa Oeste Americana” en sus propias palabras, los trenes y una imaginería típicamente americana (Kennedy, Reagan, marines, grandes coches, Batman), pero no lo hace para crear un Arte Pop elevado ni irónico. Su intención es crear un arte sumergido en lo popular y no un arte dedicado a ironizar sobre lo popular como hacia el Arte Pop, que empleaba lo popular para realizar cuadros de alta cultura.
Sus imágenes, muchas de ellas de corte violento, parecen sacadas del cine negro y las novelas policíacas. Es una temática cruda, violenta, sexual, antiautoritaria y casi sacrílega. Guerras, helicópteros, soldados, Pettibon mantiene una distancia histórica con muchos de sus temas y referentes, anacrónicos casi siempre como Janis Joplin, Joan Crawford, Nancy Reagan, Tom J. Edgar Hoover, Patty Hearst o Elvis Presley.
Otros temas recurrentes en su carrera son sus alter ego Vavoom y Gumby, Superman, Che Guevara, Charles Manson y los animales (especialmente pájaros). Según él mismo dice utiliza los trenes como una metáfora de la frontera y el surf como una manera para describir la sociedad americana de la Costa Oeste y su modo de vida. Al mismo tiempo, las olas gigantes le sirven de excusa para representar la naturaleza épica y sublime.

### Componente textual
Pettibon asegura que su influencia proviene mayormente de la literatura y de su lectura entre líneas o sugerida. En sus textos escribe sus pensamientos y reproduce partes de guiones de películas, textos literarios, que normalmente saca de contexto produciendo una sensación de extrañeza en el espectador que intenta descifrar lo que esas palabras podrían significar. Usa fragmentos de textos, los yuxtapone, los invierte, los parodia, etc.… los retuerce. Estos textos aislados de su contexto no funcionan como una justificación o argumento para reforzar el componente visual ( la imagen) de sus obras, más bien lo contrario, desconciertan todavía más si cabe. En esos textos al igual que en sus imágenes busca la polisemia para sugerir significados diferentes a los de las imágenes y textos originales. Utiliza tanto un lenguaje de tipo corriente como un lenguaje culto al estilo del inglés antiguo. 
Pone de manifiesto situaciones críticas del mundo actual ( y los Estados Unidos en particular) de forma irónica, incluso surrealista. Sin escapar de esos asuntos políticamente incorrectos o conflictivos reflexiona sobre el poder y los poderes fácticos, religión, sexo, política, ecología, naturaleza, contaminación, violencia, guerra, relaciones humanas, mercado del arte, creación artística, música u opiniones de carácter filosófico y metafísico. También le interesan los títulos, muchas veces poéticos, que pueden llegar a tener las obras de arte abstracto.

### Su obra
En 1990 Pettibon extendió su trabajo más allá del papel impreso llevándolo a los muros del espacio de exhibición y creando dibujos y collages de tamaño muro. Videos animados, dibujos, pinturas con una iconografía familiar para el espectador, una iconografía que identifica por sí misma un estilo de vida y una cultura, donde la importancia de los mass media es enorme y las imágenes aisladas omnipresentes. Pettibon navega entre datos e imágenes de la cultura popular y los reinterpreta, haciendo de su obra una intermediación con eso elementos y los diferentes sectores de la cultura.
Según Francisco Javier San Martín, Pettibon es “un artista de confrontación”. Según el propio Pettibon su objetivo no es influenciar a la gente, no hace propaganda, aunque si tiene un aspecto político o intención de meter política en su trabajo.
Pettibon acostumbra a utilizar el video en su proceso de creación de imágenes. Detiene el video para dibujar o trazar la imagen directamente desde la pantalla y también usa un proyector de opacos para trasladar imágenes impresas o reproducidas. A pesar de poder parecer banales, sus imágenes encierran también cierto aire de misterio.

#### Fanzines
Tripping Corpse (Cadáver de ácido) era el nombre de uno de sus primeros fanzines en los que trataba temas sobre arte, poesía, política, críticas de conciertos y entrevistas a grupos musicales. En un número especial (Sickedelic issue) versiona el famoso poema de Allen Ginsberg llamado Howl (Aullido). Los dibujos que aparecían aquí eran explícitos y crueles.
Las copias las hacía con el entonces estándar formato de mimeógrafo que se utilizaba en las escuelas para hacer exámenes y cuestionarios. Su padre Regis Ginn empezó su carrera como profesor de inglés en bases militares y acabó como instructor en varios colegios e institutos a las afueras de Los Ángeles (Torrance, Redondo Beach, Long Beach, Hermosa Beach, etc) donde Raymond creció. Durante años copias extra de los papeles mimeografiados se apilaron en casa por su padre y los reversos vacíos sirvieron de soporte perfecto para los libros de bocetos de Raymond.
Esas páginas mimeografiadas y grapadas empezaron a circular por California en 1978. Barata producción y barata apariencia. Las razones para hacer fanzines eran en parte económicas, según Pettibon “en L.A. hay mas hippies que punks, la marihuana es la que mueve el dinero y como todos sabemos, a los hippies les gusta ver dibujos mientras alucinan”. Así que al precio de 1,75 dólares y 100 copias por número (habitualmente), el dinero no era la razón real, pero si el hecho de encontrar y acotar un mercado. También realizó más fanzines como American Lynch law o Exterminating angel.

#### Películas
En 1989 grabó una serie de películas rodadas y editadas con un equipo de video doméstico en formato VHS, “Sir drone” y “The whole World is watching: Weathermen ´69”. “Sir Drone” se basa en la historia de dos punks adolescentes (interpretados por los músicos Mike Watt de Minutemen y Mike Kelley de firehouse) que sobre finales de los años 70, en el contexto del inicio del punk en la Costa Oeste de los Estados Unidos intentan montar una banda y deben enfrentarse a las cuestiones éticas y estéticas que ello conlleva. En “The whole World is watching: Weathermen ´69” se inspiró en un grupo disidente activo en los Estados Unidos sobre finales de los años 60 y primeros de los 70. Primero llamados Weatherman luego Weather Underground, sus miembros apoyaban la resistencia armada a la guerra de Vietnam y el imperialismo americano. En esta película vuelve a actuar Mike Watt junto a Kim Gordon y Thurston Moore, ambos de la banda neoyorkina Sonic Youth.

#### Videoclips
El videoclip de la canción "Monarchy of Roses", de Red Hot Chili Peppers, se inspiró en su trabajo.

## Influencias

### Referentes visuales
Influencias citadas por él son Francisco Goya, Samuel Palmer, William Blake, McNeil Whistler y Edward Hopper. De la misma forma también le influyen el cómic, las revistas, la música, la TV, los dibujos animados, el cine en general y el negro en particular, aunque reconoce que su mayor influencia es la literatura. De las películas suele utilizar diálogos fracturados de autores como Jean Luc Godard, Yvonne Rainer y otros cineastas de los años 60, 70 y 80.
En su obra también podemos observar una influencia de Alfred Kubin, Honoré Daumier, Jan Toorop y el clasicismo de láminas de botánica, biología, anatomía y perspectiva. Al mismo tiempo se suele relacionar su obra con la de otros artistas que han jugado con el cómic como Philip Guston, James Rosenquist, Roy Lichtenstein, Ad Reinhardt o Mark González y artistas que utilizan el texto escrito como Lawrence Weiner, Jenny Holzer o Sean Landers.

### La literatura
En lo que respecta a la literatura le influyen cosas como La Biblia, la obra de John Ruskin, las revistas populares y las novelas baratas. Uno de sus autores favoritos es Henry James. En 1988 y para acompañar a su exposición en el Philadelphia Museum of Art publicó una antología llamada “Raymond Pettibon: A reader”, que consiste en diversos ensayos críticos y textos cortos de autores como Henry James, Marcel Proust, William Faulkner, Walter Pater, Sir Thomas Browne, John Ruskin, Walter Benjamín, Sir Richard Burton, T.E. Lawrence, Samuel Beckett, Mickey Spillane, William Blake,… entre otros. El lenguaje y la inocencia visual parecen tener la misma importancia en su trabajo y para Pettibon son igual de importantes, si bien le interesa más la ficción que la poesía.

## Su relación con las galerías
En una entrevista con Dennis Cooper afirma que exponer en galerías y centros de arte no es un problema para el, “hace el arte que quiere y lo expone donde puede”. Sigue manteniendo la misma intención que cuando empezó con sus fanzines fotocopiados. Mientras que para sus artistas predecesores en 1965-1975, el lugar, el donde, era importante, Pettibon afirma que le da igual estar dentro o fuera de la galería, son obras hechas para mirar y leer donde sea. Donde se muestre su arte le es lo mismo, lo importante es tener audiencia, puede estar en una galería o en un poste de teléfono. 

## Exhibiciones destacadas
Retrospectivas de su trabajo se han realizado en el Philadelphia Museum of Art, Santa Monica Museum of Art, Bienal de Whithney en New York, Louisiana Museum of Modern Art, Museum of Modern Art de New York y Museum of Contemporary Art de Los Ángeles. En España se han realizado dos exposiciones de sus trabajos: la primera, “Plots laid thick”, fue organizada por el Museo de Arte Contemporáneo de Barcelona en 2002 y se trasladó más tarde a la Tokio Opera Art Gallery y el Haags Gemeente Museum de Holanda; la más reciente en el Centro de Arte Contemporáneo de Málaga en el año 2004 y en el catálogo que sobre ella se publicó hay un texto del profesor de la Universidad del País Vasco Francisco Javier San Martín. El trabajo de Pettibon formó parte del Documenta XI en Kassell, Alemania. 